# Dagbouw Schöningen
Dagbouw Schöningen is een voormalige bruinkool-mijn in de bruinkoolmijnstreek Helmstedt (Helmstedter Braunkohlerevier) ten noord-oosten van de stad Schöningen.
De bruinkool werd gewonnen voor nabijgelegen elektriciteitscentrale Buschhaus door Helmstedter Revier GmbH (HSR), een dochteronderneming van MIGRAG. Sinds de 19e eeuw werd bruinkool gewonnen in de omgeving van Helmstedt. De dagbouwmijn Schöningen was de laatste open put van dit gebied. Sinds 30 augustus 2016 is de mijnbouw hier gesloten. De grote graafmachines zijn gedemonteerd en afgevoerd. De open mijnen in het Helmstedt-gebied beslaan een oppervlakte van ongeveer 2.700 hectare. Er zijn belangrijke archeologische vondsten in dit gebied gedaan.

## Externe link

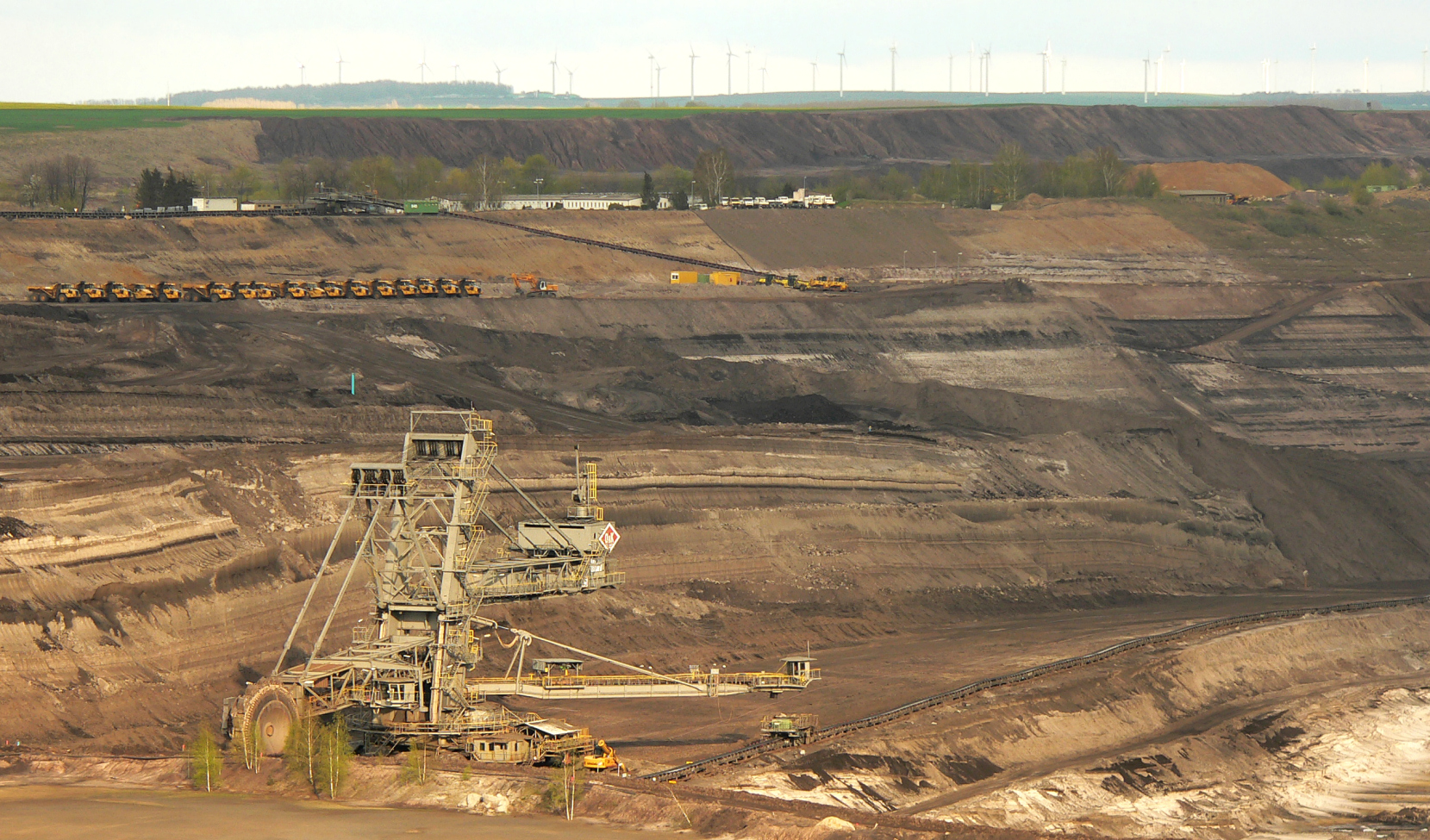
dagbouw Schöningen in 2012